# Luneburgo
Luneburgo (em alemão: Lüneburg) é uma cidade da Alemanha, capital do distrito de Luneburgo, estado de Baixa Saxônia. Fica a cerca de 50 km de Hamburgo.
Foi em Luneburgo que morreu o nazista e Reichsführer-SS Heinrich Himmler, por suicídio.

## Cidadãos notórios
- August Ritter (1826—1908), professor de mecânica e astrofísica
- Curt Backeberg (1894—1966), horticultor
- Niklas Luhmann (1927—1998), sociólogo

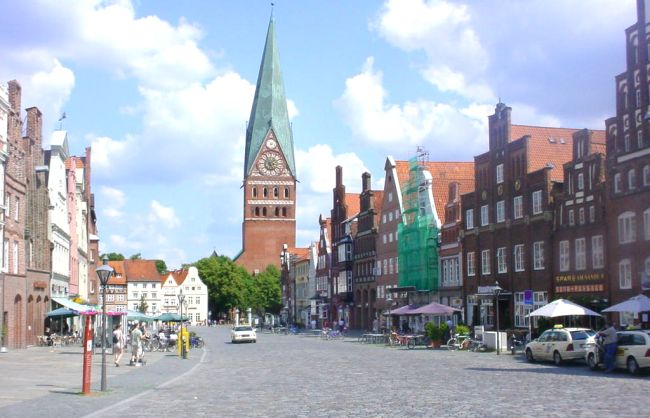
Am Sande